# منیک‌گنج-۲
منیک‌گنج-۲ (به لاتین: Manikganj-2) یک منطقهٔ مسکونی در بنگلادش است که در ناحیه منیک‌گنج واقع شده‌است.